# Кшиштоф Дунін-Карвіцький
Кшиштоф Дунін-Карвіцький (пол. Krzysztof Dunin-Karwicki; нар. 1757, Мізоч — пом. 24 січня 1813, Хмельник)  — державний і військовий діяч Речі Посполитої.

## Життєпис
Походив з Мізоцької (Волинської) гілки польського шляхетського роду Дуніних-Карвіцьких гербу Лебідь. Другий син Юзефа Каетана Дунін-Карвіцького (бл. 1700-1785), маршалка коронного трибуналу, та Гелени Шембек зі Слупова (1720-?). Народився 1757 року у м.Мізоч.
Протягом 1774—1777 років служив у коронному війську, потім подав у відставку. 1777 року батько відправив його у подорож за кордон, зокрема, для подальшого навчання, звідки Кшиштоф повернувся 1779 року. 1780 року був обраний послом на Сейм від Київського воєводства від маєтків Любарського і Карповецького, які отримав у власність від батька ще за життя останнього.
Після смерті батька 1784 року, Кшиштоф одідичив Мізоцький маєток і на виборах 1788 року був знову обраний послом на Сейм уже від цієї місцевості. Брав участь у Чотирирічному сеймі 1788-1792 років.
25 лютого 1789 року отримав звання ротмістра національної кавалерії. 6 березня цього ж року був призначений начальником 1-го полку передової гвардії імені Королеви Ядвіги після відставки Адама Шидловського.
Кшиштоф очолював свій полк під час війни проти Російської імперії 1792 року. Брав участь у битвах під Борушківцями, під Жилинцями; відзначився в битві під Дубенкою, під час якої відбив прорив російської кавалерії до тилу польських позицій. 1 серпня 1792 року йому було надано звання генерала-майора коронного війська.
Після перемоги Тарговицької конфедерації, як і більшість інших генералів, подав у відставку. Проте спочатку отримав тримісячну відпустку, потім йому ще протягом 1792-1793 років подавалися рапорти від полку як керівникові. 1793 року був нагороджений орденом Святого Станіслава.
Під час повстання 1794 року Тадеуш Костюшко розраховував на активну участь Кшиштофа та написав йому дружній лист від 17 червня, у якому закликав приєднуватися до повстанців. З цим листом Кшиштофу також був наданий патент на звання генерал-лейтенанта. Щодо участі останнього у повстанні є протилежні свідчення. За одними, генерал приєднався до повстанців, відбув усю кампанію. Під час битви за Прагу він із залишками полку зумів зберегти прапор підрозділу, який по завершенню бойових дій генерал відіслав до Пулав як національну пам'ятку. За іншими, він так і не приєднався до повстанців і залишився на Волині.
Після третього поділу Речі Посполитої 1795 року генерал прийняв підданство Російської імперії, залишив державну службу й оселився на Волині, у своєму мізоцькому маєтку та сконцентрувався на родині та управлінні маєтностями. Завдяки йому та його дружині Францішці Мізоч став значним культурним і соціальним центром. Граф облаштував там чудову резиденцію, яку відвідували натовпи гостей з різних країни. На межі XVIII-XIX століть був створений парковий ансамбль (тепер — Мізоцький парк) навколо резиденції, для чого до цієї роботи був запрошений друг графа, відомий ірландський майстер садово-паркового мистецтва Деніс Макклер. Граф також 1795 року став фундатором мізоцького костелу Святого Яна Непомуцького, будівництво якого було завершене 1832 року його сином Казімєжем. 1913 року вдячні нащадки в костелі повісили портрет Кшиштофа та була вмурована плита з написом: «Перед Богом велика в коханні заслуга, бо воно тримає меча і хреста, і селянського плуга. Засновникові цього костелу в річницю його пам'яті». Розбудовував активно господарство, сприяв зведенню численних корчем, млинів, гуралень, цегелень, тартаків.
На початку XIX століття родина Кшиштофа Дуніна-Карвіцького об'єднала під своєю владою весь Любарський ключ. Генерал придбав у місцевого лікаря Меніха його будинок, значно розширив його та перебудував на палац в італійському стилі. «Палац з легкою колонадою, оточений водою та парком, вважався одним з найкрасивіших особняків на Волині». Фактично без суттєвих зовнішніх змін він проіснував до 1870-х років. За палацом був закладений парк, ймовірно Макклером, який в той час працював в Мізочі.
У листах Кшиштоф неодноразово обговорював проблеми освіти краю з видатними діячами в цій галузі Тадеушем Чацьким і Гуго Коллонтаєм, співпрацював з першим на освітянській ниві у своїх маєтках на Волині та біля Кельці. За порадою Чацького, який був родичем дружини Францішки та часто гостював у Мізочі, граф заснував у жовтні 1803 року парафіяльну школу в місті та надав їй фундуш. Подружжя також значилися в списку опікунів Кременецького ліцею, куди віддали сина на виховання. Також, він сприяв підвищенню значення Любарської домініканської школи серед інших навчальних закладів краю.
Помер Кшиштоф Дунін-Карвіцький 24 січня 1813 року в Хмельнику.

## Власність
Володів Мізоцьким ключем, у котрому нараховувалося 2 664 «ревізькі душі» (тобто приватнозалежні особи чоловічої статі), та Любарським ключем.
Після смерті графа, його вдова Францішка 1829 року розділила волинські маєтності: Мізоцький ключ дістався сину Казімежу, Любарський — доньці Анні.

## Родина
1793 року одружився з Францішкою Малаховською (?1770-1843) — донькою великого коронного канцлера Яцека Малаховського. Діти:
- Анна (1795-1881), дружина Тадеуша Валевського;
- Казімеж Кшиштоф Ян (1796-1852) — камер-юнкер російського імператорського двору, член волинської, подільської та київської едукаційних (освітніх) комісій.